# Balls to Picasso
Balls to Picasso ist das zweite Soloalbum von Bruce Dickinson aus dem Jahr 1994. Es erschien am 6. Juni 1994 bei EMI Music/Mercury Records (US). Es ist das erste Album in Dickinsons Solokarriere, das veröffentlicht wurde, nachdem er Iron Maiden offiziell verlassen hatte. Erst 1999 kehrte er wieder zur Band zurück.

## Hintergrund
Balls to Picasso markierte den Beginn von Dickinsons Zusammenarbeit mit dem Gitarristen Roy Z, der an vielen von Dickinsons späteren Alben mitarbeiten sollte, darunter Accident of Birth, The Chemical Wedding und Tyranny of Souls. Stilistisch weicht es vom Vorgänger Tattooed Millionaire ab, klingt aber immer noch traditioneller als das 1996 veröffentlichte Nachfolgealbum Skunkworks. Später sagte Dickinson, dass er und Roy Z überredet worden seien, das Album weniger metalorientiert zu machen, als es eigentlich sein sollte.
Noch als er bei Iron Maiden war, begann Dickinson mit der Arbeit an seinem zweiten Soloalbum. Für die allerersten Aufnahmesessions engagierte er die britische Band Skin. Dickinson war mit dem Stil der Aufnahme jedoch nicht zufrieden und brach sie ab. Sein nächster Versuch eines zweiten Soloalbums war eine Zusammenarbeit mit dem Produzenten Keith Olsen. Over and Out, Tibet, Tears of the Dragon (First Bit, Long Bit, Last Bit), Cadillac Gas Mask und No Way Out...Continued sind alles Songs, die mit Olsen aufgenommen wurden und in die zweite, abgebrochene Version von Balls to Picasso aufgenommen werden sollten, die von Insidern auch als „Das Peter-Gabriel-Album“ bezeichnet wird. Zu den weiteren Songs aus diesen Sessions, die noch nie auf einer Veröffentlichung von Dickinson erschienen sind, gehören Man of Sorrows (neu aufgenommen für Accident of Birth; eine ältere Demoversion von 1990 erschien auf The Best of Bruce Dickinson), Original Sin und Thank Heaven.
Dickinson beschloss, auch dieses Projekt abzubrechen und tat sich mit dem Gitarristen Roy Z und seiner Band Tribe of Gypsies zusammen, um Balls to Picasso zu schreiben und aufzunehmen. Der Song Change of Heart wurde ursprünglich von Roy Z und Sänger Rob Rock mit ihrer Band Driver geschrieben und als Demo aufgenommen. Dickinson änderte den Text für die Version, die für Balls to Picasso aufgenommen wurde. Roy Z und Rock nahmen schließlich ihre Version auf und veröffentlichten sie, als Driver sich 2008 für ihr Debütalbum Sons of Thunder wiedervereinigte. Songs aus den vorherigen Aufnahmesitzungen tauchten später als B-Seiten auf Singles von Balls to Picasso und anschließend auch als Bonustracks auf der erweiterten Ausgabe des Albums von 2005 wieder auf. Auf der Anthology-DVD sagte Dickinson, dass er es bereue, das Album nicht Laughing in the Hiding Bush nach dem gleichnamigen Lied benannt zu haben. Das Lied selbst ist seinem Sohn Austin gewidmet, der den Titel beigesteuert hat. Balls to Picasso wurde auch in den Versionen DVD-Audio 5.1 Mix und DualDisc (CD/DVD-Audio 5.1 Mix) von Sanctuary Records veröffentlicht.

## Covergestaltung
In einem Interview mit Tom Russell von Radio Clyde 1 aus Glasgow im Jahr 1996 bestätigte Dickinson, dass das Album ursprünglich den Titel Laughing in the Hiding Bush tragen sollte. Das Kunstwerk wurde von Storm Thorgerson entworfen – aber er konnte es sich nicht leisten. Der Titel seines Albums wurde geändert und Dickinson zeichnete für das Cover zwei Quadrate auf eine Toilettenwand. Thorgersons Kunstwerk diente später als Cover für das Anthrax-Album Stomp 442. Später entwarf Thorgerson das Artwork für Dickinsons Skunkworks-Album.

## Titelliste
Alle Titel wurden von Bruce Dickinson und Roy Z geschrieben, außer wo angegeben.
| No. | Titel                       | Autoren                           | Länge |
| --- | --------------------------- | --------------------------------- | ----- |
| 1.  | Cyclops                     |                                   | 7:58  |
| 2.  | Hell No                     |                                   | 5:11  |
| 3.  | Gods of War                 |                                   | 5:02  |
| 4.  | 1000 Points of Light        |                                   | 4:25  |
| 5.  | Laughing in the Hiding Bush | B. Dickinson, Z, Austin Dickinson | 4:20  |
| 6.  | Change of Heart             |                                   | 4:58  |
| 7.  | Shoot All the Clowns        |                                   | 4:24  |
| 8.  | Fire                        | B. Dickinson, Z, Eddie Casillas   | 4:30  |
| 9.  | Sacred Cowboys              |                                   | 3:53  |
| 10. | Tears of the Dragon         | B. Dickinson                      | 6:24  |

| No.          | Titel                                               | Autoren                                                  | Länge |
| ------------ | --------------------------------------------------- | -------------------------------------------------------- | ----- |
| 1.           | Fire Child                                          |                                                          | 6:24  |
| 2.           | Elvis Has Left the Building                         |                                                          | 3:23  |
| 3.           | The Breeding House                                  |                                                          | 5:18  |
| 4.           | No Way Out...To Be Continued                        |                                                          | 7:31  |
| 5.           | Tears of the Dragon (Acoustic Chillout)             |                                                          | 4:32  |
| 6.           | Winds of Change                                     | B. Dickinson, Janick Gers                                | 4:14  |
| 7.           | Spirit of Joy (Arthur Brown cover)                  | Arthur Brown, Michael Harris                             | 3:13  |
| 8.           | Over and Out                                        | B. Dickinson, Jim Crichton, Richard Baker                | 4:32  |
| 9.           | Shoot All the Clowns (12″ Extended Remix)           | B. Dickinson, Z                                          | 5:39  |
| 10.          | Laughing in the Hiding Bush (live)                  | B. Dickinson, Z, A. Dickinson                            | 4:17  |
| 11.          | The Post Alternative Seattle Fall Out (live)        | B. Dickinson, Alex Dickson, Chris Dale, Alessandro Elena | 5:04  |
| 12.          | Shoot All the Clowns (7″ Remix)                     | B. Dickinson, Z                                          | 4:17  |
| 13.          | Tibet                                               |                                                          | 3:02  |
| 14.          | Tears of the Dragon (First Bit, Long Bit, Last Bit) |                                                          | 8:20  |
| 15.          | Cadillac Gas Mask                                   |                                                          | 4:09  |
| 16.          | No Way Out...Continued                              | B. Dickinson, Crichton, Baker                            | 5:21  |
| Gesamtlänge: | Gesamtlänge:                                        | Gesamtlänge:                                             | 78:48 |

## Mitwirkende
Bandmitglieder
- Bruce Dickinson – vocals

### Tribe of Gypsies
- Roy Z – guitar
- Eddie Casillas – bass guitar
- David Ingraham – drums
- Doug Van Booven – percussion
- Dean Ortega – vocals
- Mario Aguilar – percussion  on Shoot All the Clowns

Gastmusiker
- Dickie Fliszar – drums on Tears of the Dragon
- Richard Baker – keyboards and programming

Produktion
- Shay Baby – producer, mixing
- Spencer May – additional engineering
- Sean De Feo – engineer at Townhouse 3
- Andy Baker – engineer at Westside Studios
- Bjorn Thorsrud – engineer on Shoot All the Clowns
- Greg Fulginiti & Andy Van Dette – mastering at Masterdisk, New York

## Rezeption
Rock Hard wertete mit neun von zehn Punkten.

## Chartplatzierungen
| ChartsChartplatzierungen       | Höchstplatzierung | Wochen |
| ------------------------------ | ----------------- | ------ |
| Deutschland (GfK)              | 46 (10 Wo.)       | 10     |
| Österreich (Ö3)                | 26 (3 Wo.)        | 3      |
| Schweiz (IFPI)                 | 29 (2 Wo.)        | 2      |
| Vereinigte Staaten (Billboard) | 195 (1 Wo.)       | 1      |
| Vereinigtes Königreich (OCC)   | 21 (3 Wo.)        | 3      |